# Kościół poewangelicki w Żerkowie
Kościół poewangelicki – dawna świątynia protestancka znajdująca się w mieście Żerków, w powiecie jarocińskim, w województwie wielkopolskim.
Jest to budowla wzniesiona w stylu neobarokowym przed 1909 rokiem. Po II wojnie światowej była użytkowana jako magazyn i należała do gminy. Od 2001 roku właścicielem świątyni jest osoba prywatna. W latach 90. XX wieku zostało wyremontowane pokrycie dachowe kościoła, co pozwoliło na ogólne zabezpieczenie budowli przed postępującą degradacją. W 2017 roku prowadzone były dalsze prace remontowe mające na celu przystosowanie świątyni do nowych celów.